# Kfour el Arabi
Kfour el Arabi è un centro abitato e comune (municipalité) del Libano situato nel distretto di Batrunn, governatorato del Nord Libano.